# Тао – Румана
Тао – Румана – трубопровід, призначений для видачі продукції кількох газових родовищ, що виявлені у єгипетському секторі Середземного моря.
В 2009 році на ліцензійній ділянці Offshore North Sinai почалась розробка родовища Тао. Для видачі його продукції проклали газопрові завдовжки 50 км з діаметром 550 мм, який завершується на північному узбережжі Синайського півострова на установці підготовки Румана. З останньої товарний газ подається до газотранспортної системи країни (можливо відзначити, що уздовж узбережжя тут проходить трубопровід Ель-Тіна – Ель-Аріш).
В 2019-му до трубопровода врізали перемичку діаметром 250 мм, через яку надходить продукція родовища Kamose, що знаходиться дещо південніше від Тао.